# Cerbali
Cerbali (łac. Diœcesis Cerbalitanus) – stolica historycznej diecezji w Cesarstwie Rzymskim (prowincja Africa Proconsularis), współcześnie w Turcji. Jedynym wzmiankowanym biskupem tej diecezji był Konstancjusz (VI w.). Od 1933 katolickie biskupstwo tytularne.

## Biskupi tytularni
| Lp. | Biskup                           | Od                | Do                  |
| --- | -------------------------------- | ----------------- | ------------------- |
| 1   | Giovanni Battista Cesana MCCJ    | 1 grudnia 1950    | 25 marca 1953       |
| 2   | Joseph Durick                    | 10 grudnia 1954   | 4 września 1969     |
| 3   | Reginald Arliss CP               | 18 listopada 1969 | 1 października 1981 |
| 4   | Cesar Raval SVD                  | 15 grudnia 1981   | 25 listopada 1988   |
| 5   | Ramón Benito de La Rosa y Carpio | 2 grudnia 1988    | 25 marca 1995       |
| 6   | John McCormack                   | 21 listopada 1995 | 21 lipca 1998       |
| 7   | Rafael Cob García                | 28 listopada 1998 |                     |